# Almási Balogh Loránd
Almási Balogh Loránd (Arad, 1869. november 27. – Budapest, 1945. február 2.) magyar építész.

## Származása
Almási Balogh Loránd édesapja almási Balogh Tihamér drámaíró és orvostudományi író, nagyapja Almási Balogh Pál, Széchenyi háziorvosa volt.

## Élete, építészeti munkássága
Művészcsaládból származott, oklevelét 1897-ben szerezte a Műegyetemen. Lechner Ödönnél és Alpár Ignácnál dolgozott, több tanulmányútja során egész Európát beutazta. 1900-ban részt vett a párizsi világkiállítás magyar anyagának rendezésben, 1902–1923 között az Országos Iparművészeti Iskola tanára volt. Ez idő alatt önálló építészeti irodát is fenntartott, sok nemesi kastélyt tervezett (Serényi Lajos gróf, Bukovec, Ambrózy István báró, Malonya, Szent-Ivány Oszkár, Bélád, Ambrózy Lajos báró, Határmajor). 
1919-ben a magyarországi Tanácsköztársaság idején eltávolították állásból. Első világháború után munkáit a barokkos-népies törekvés jellemzi. A Révai nagy lexikona építészi szakírója is volt, Komédiásnő címmel színdarabot is írt, melyet Budapesten és vidéken is bemutattak.
Budapesten az egykori Óbudai Gázgyár tisztviselői lakótelep mentén utca viseli a nevét.

## Épületei
- 1903: Wilczek Frigyes gróf kastélya, Erdőkürt (a második világháború során teljesen megsemmisült)
- 1909: Zichy Ilona villája, Tátralomnic (ma Stara Morava panzió)
- 1911–1912: Községi pedagógiai szeminárium (ma: Budapesti Fazekas Mihály Gyakorló Általános Iskola és Gimnázium), 1082 Budapest, Horváth Mihály tér 8. – épült Bárczy István kislakás- és iskolaépítési programja keretében
- 1911–1914: Óbudai Gázgyári Lakótelep Munkástelep része (sorházak, iskola, óvoda), 1031 Budapest, Sujtás utca és környéke
- 1928: Marcali Járásbíróság, 8700 Marcali Rákóczi u. 14.
- 1930: A Bánhidai Erőművek tisztviselő- és munkásházai, Tatabánya[3]
- 1931: Tüdőbeteggondozó Intézet, 1027 Budapest, Fekete sas utca 6.[4][5]
- ?: Almási Balogh Elemér nyaralója, Budapest, II. kerület[6]

1927-ben az ő tervei szerint alakították át templommá az eredetileg a Kölber kocsigyár egyik raktárépületét: Magyar Reménység Református Templom (Salétrom utcai református templom, 1085 Budapest, Salétrom u. 5.)

### Meg nem valósult tervei
- 1907: Református konvent székháza, Budapest (pályázat megvétele)
- 1910: VI—VII. kerületi református templom, Budapest[8]
- 1911: a Kálvin tér beépítése, Budapest[9]
- 1915: Törvényszék, Sepsiszentgyörgy[10]
- 1915: Székesfővárosi krematórium, Budapest[11]
- 1916: első világháborús hősi emlékmű[12]
- 1917: József Fiúárvaház, Budapest[13]
- 1923: Néprajzi Múzeum, Budapest[14]
- 1927: Szabó József utcai autóbuszgarázs, Budapest[15]
- 1927: téli gazdasági iskola típusterv[16]

## Galéria

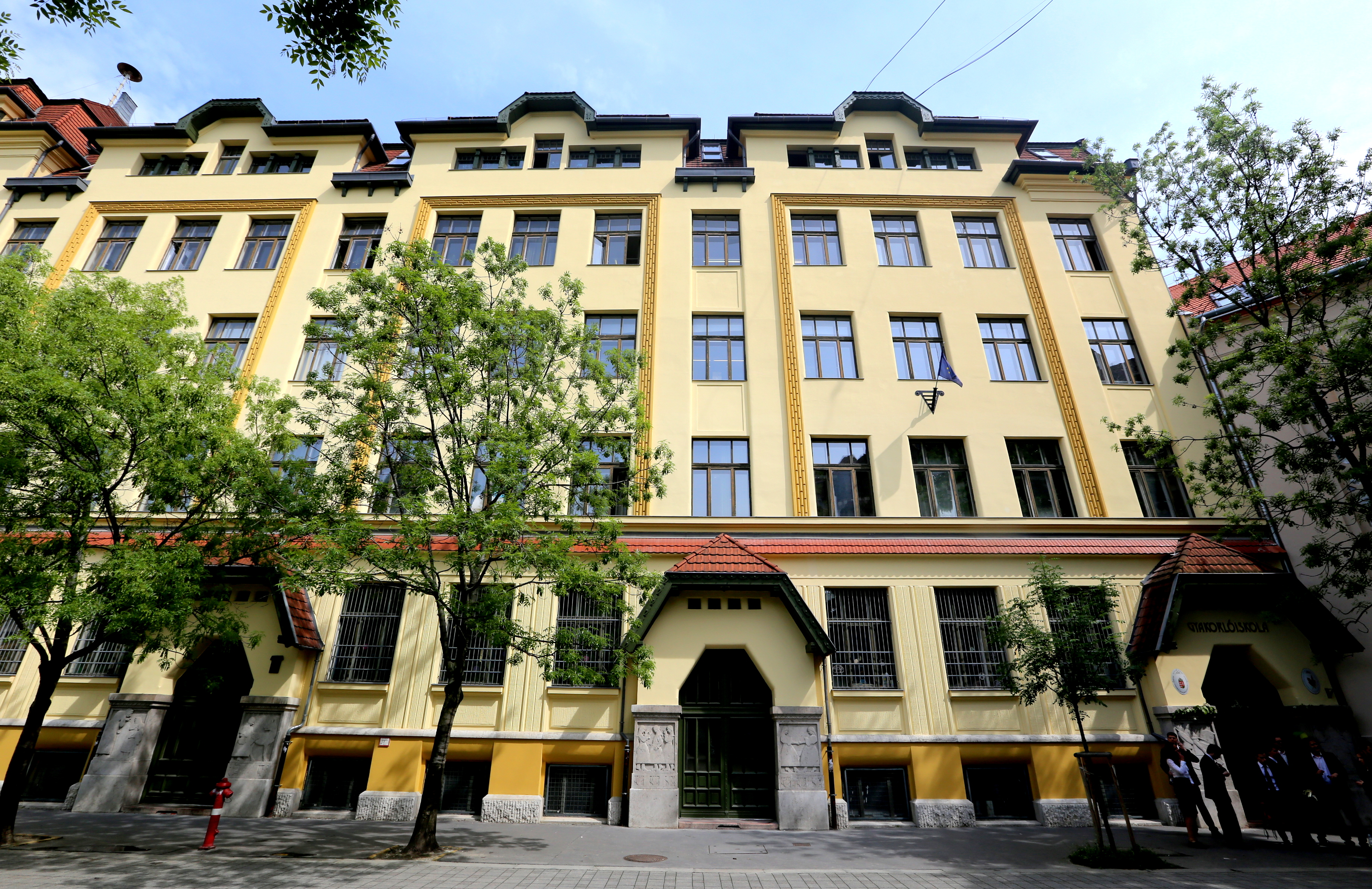
Községi pedagógiai szeminárium
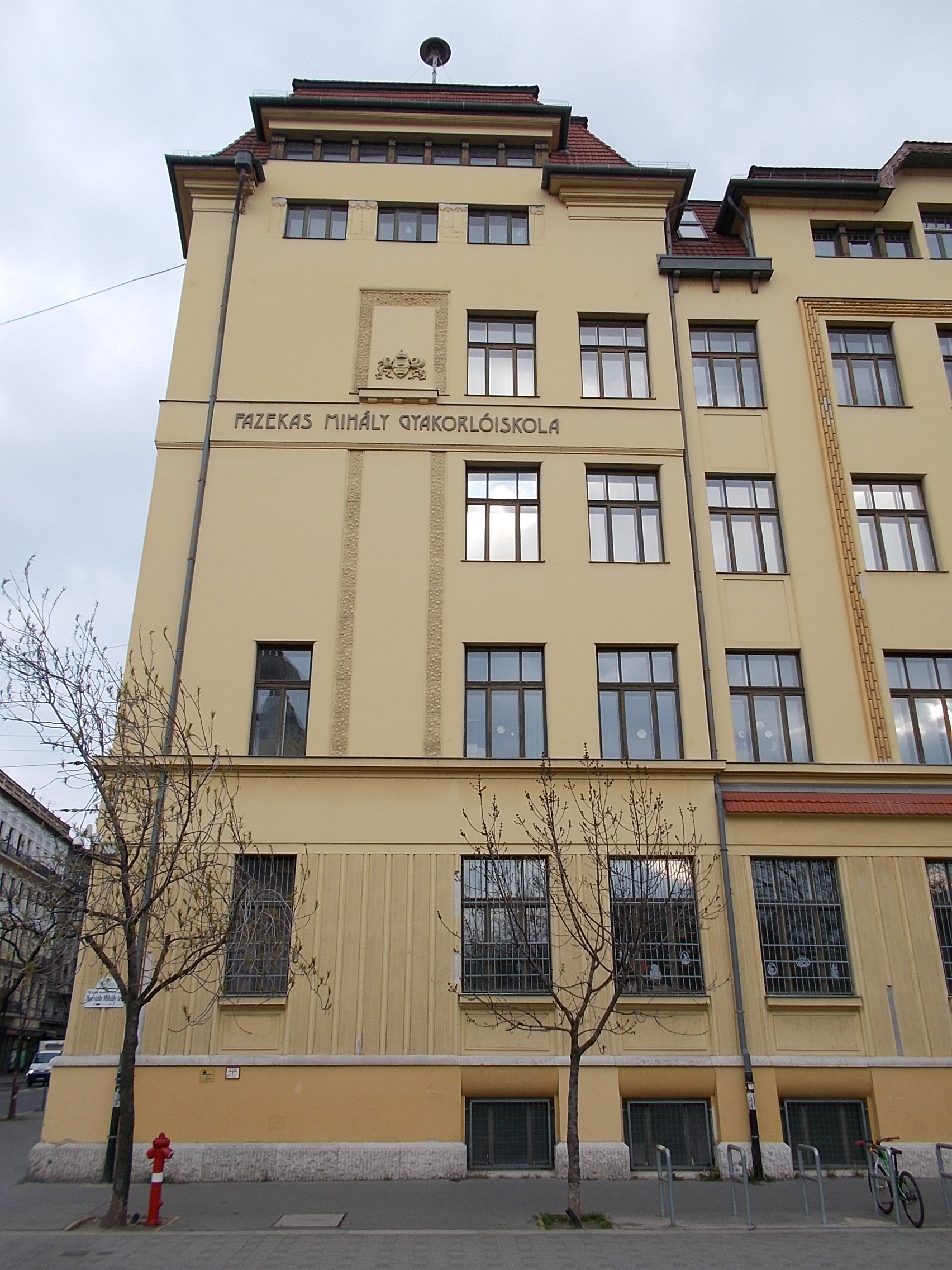
Községi pedagógiai szeminárium (részlet)
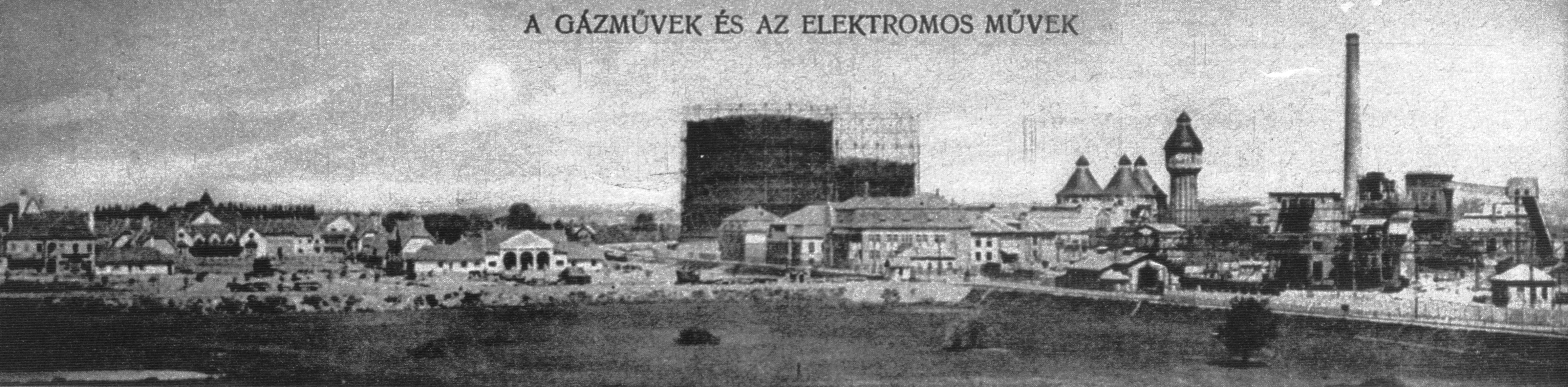
Az óbudai gázgyár és a lakótelep látképe az 1920-as években
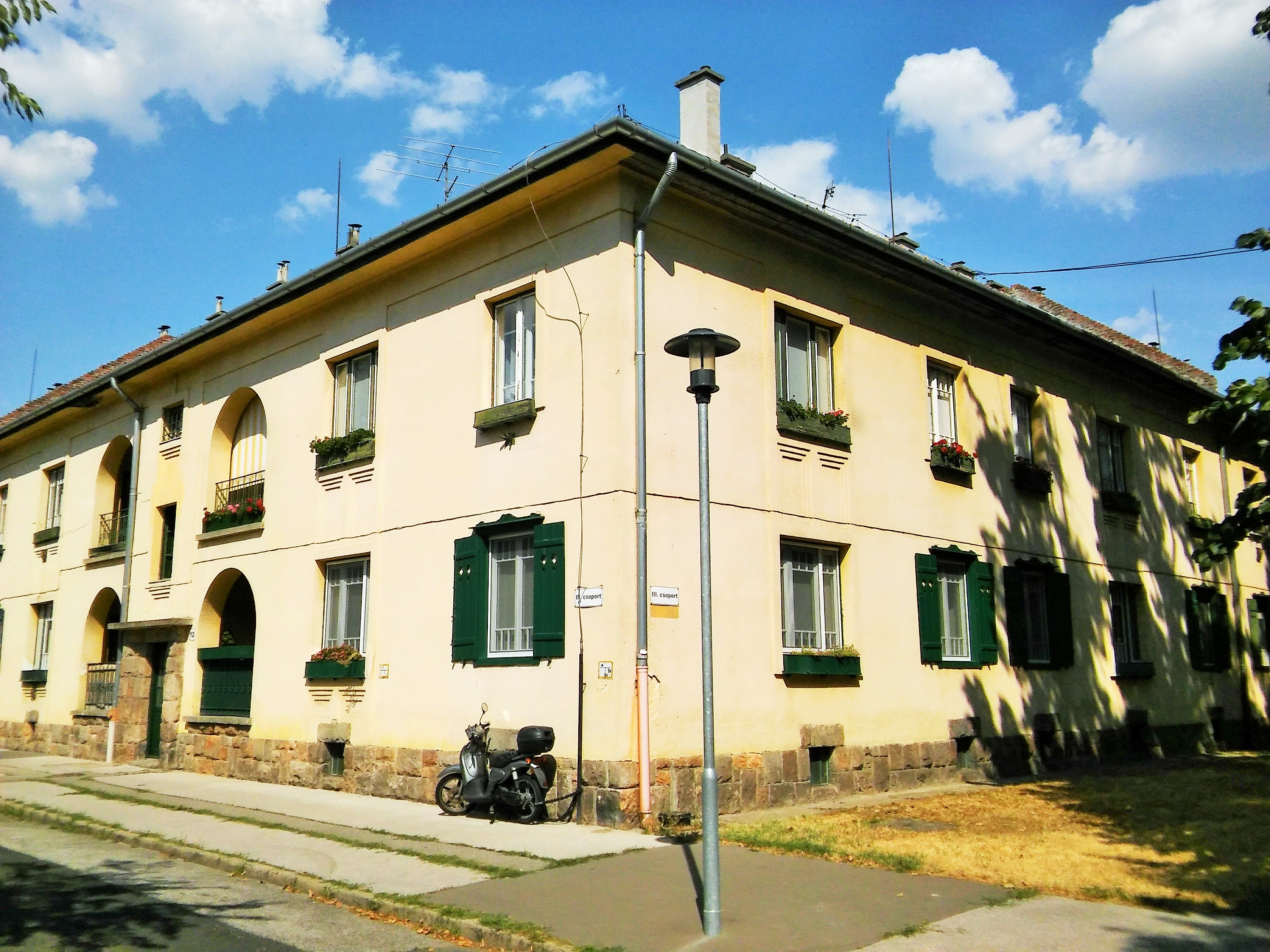
A gázgyári lakótelep (részlet)
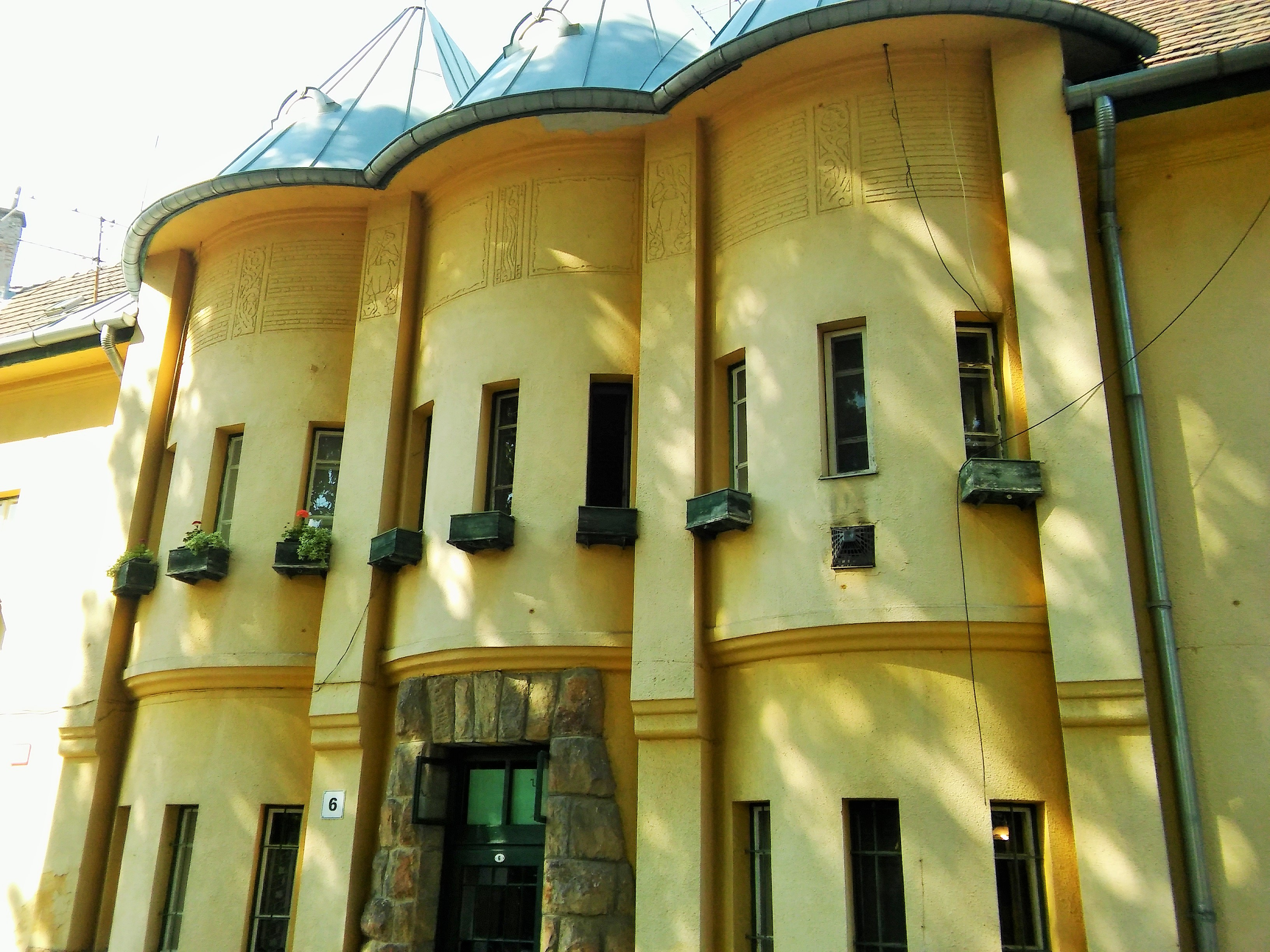
A gázgyári lakótelep (részlet)
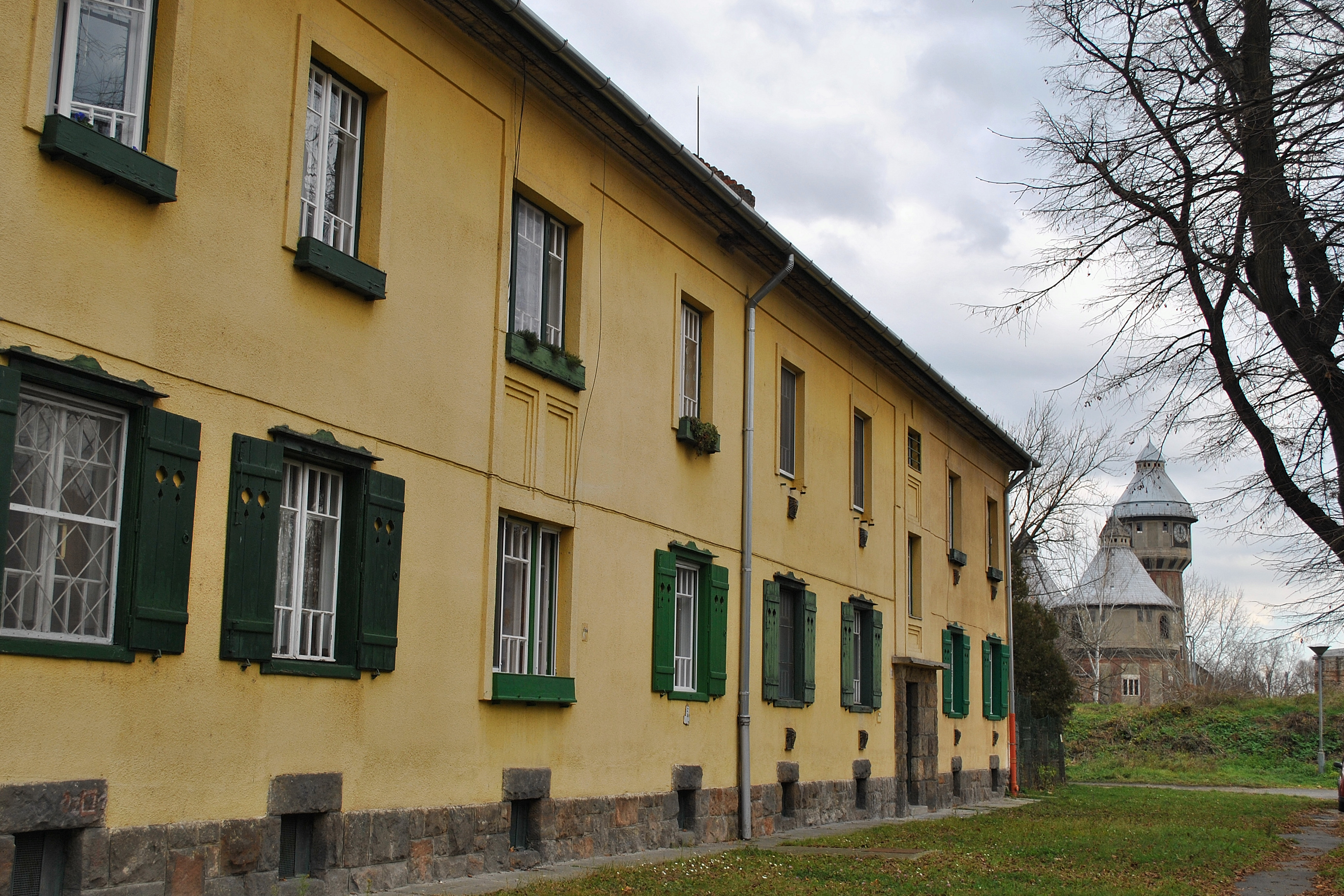
A gázgyári lakótelep (részlet)
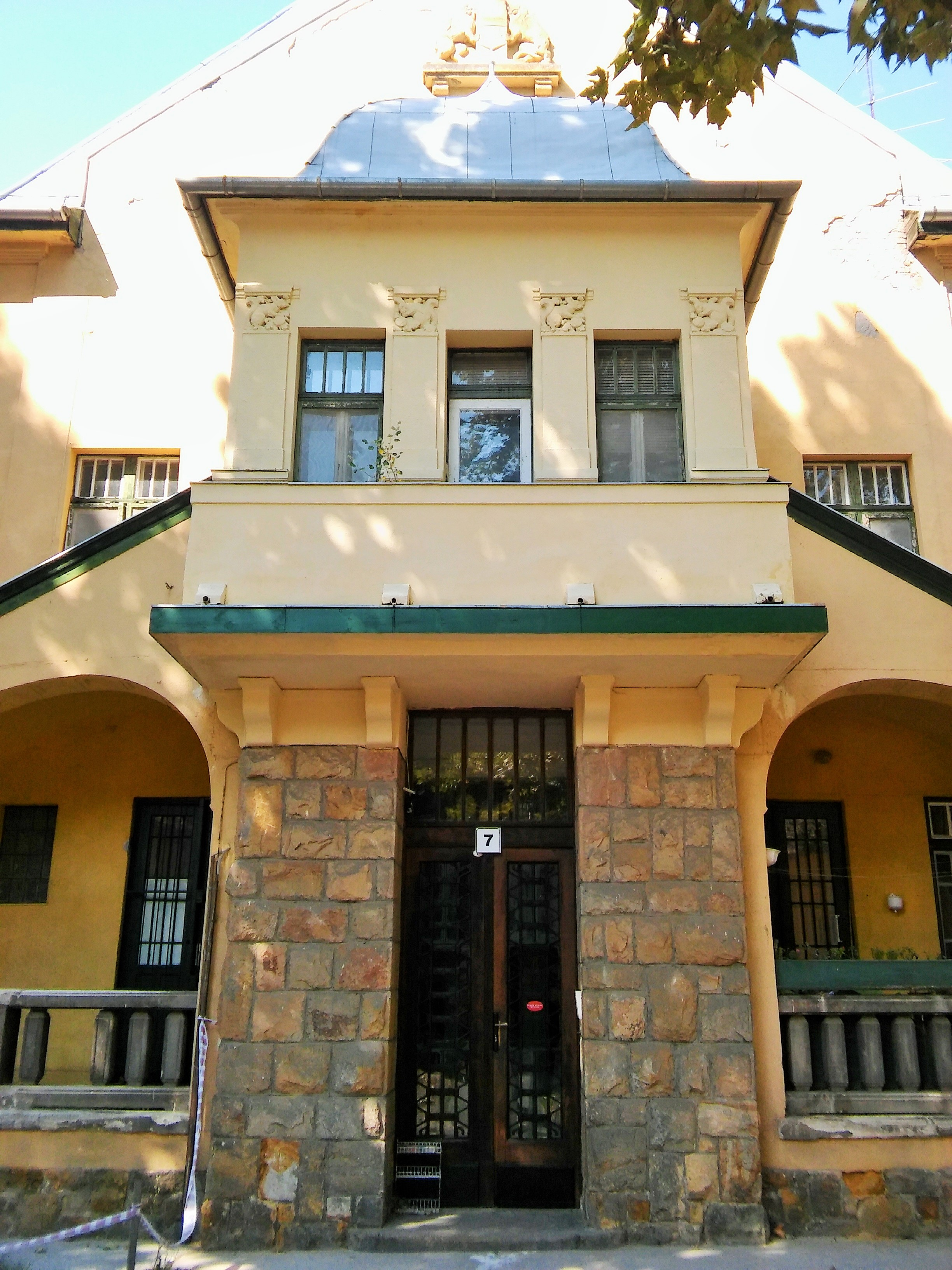
A gázgyári lakótelep (részlet)
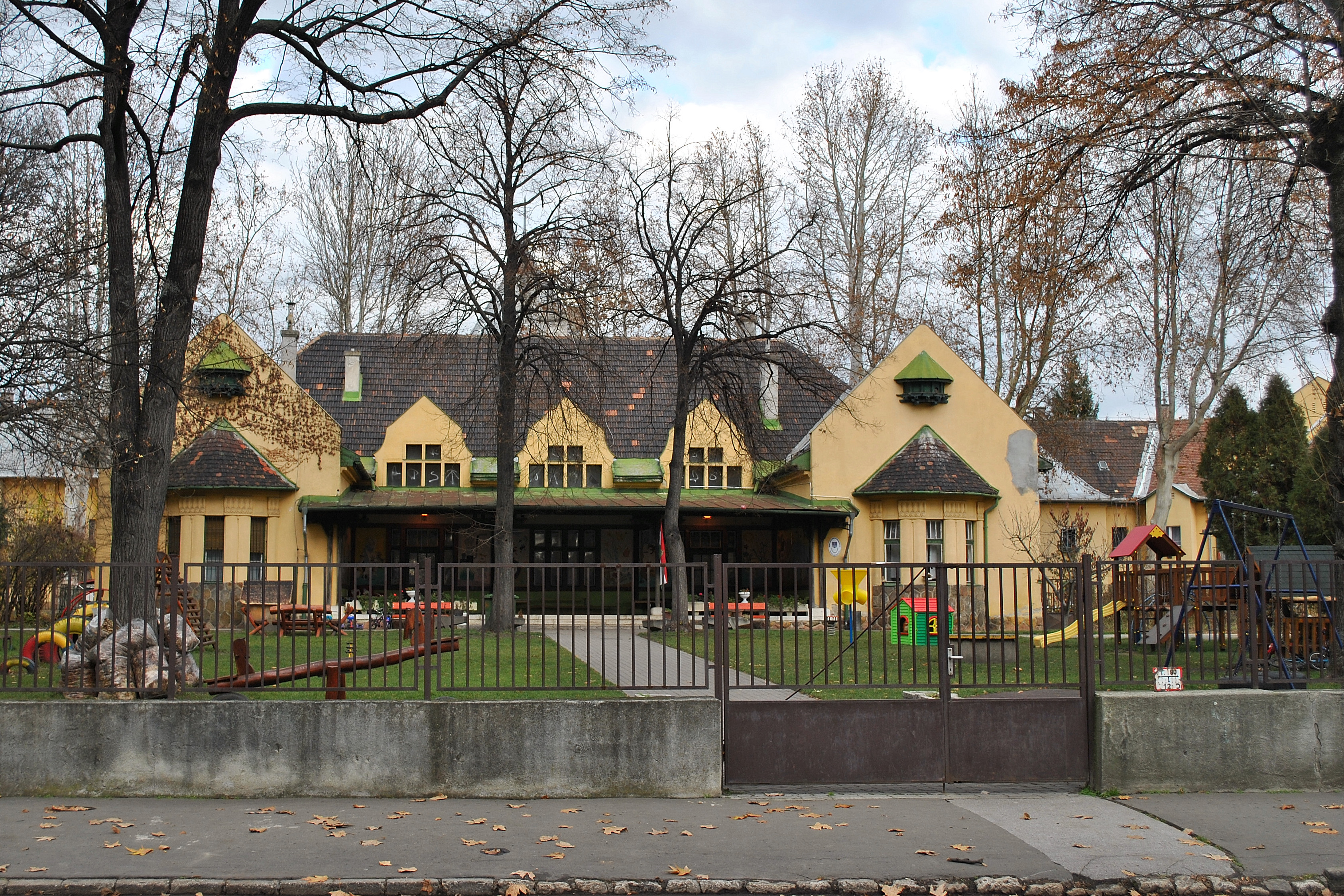
A gázgyári lakótelep óvodája
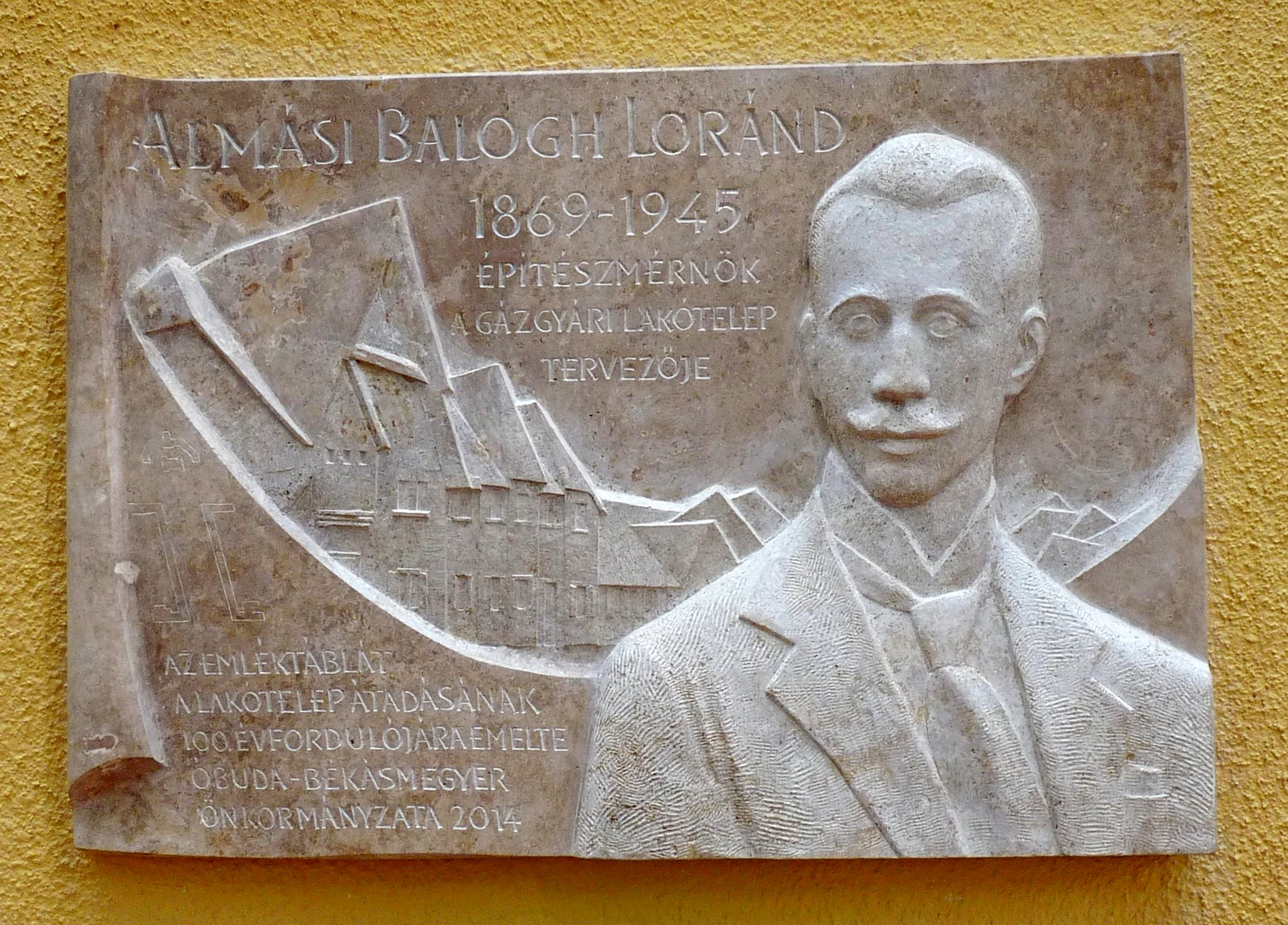
Emléktáblája a gázgyári lakótelepen
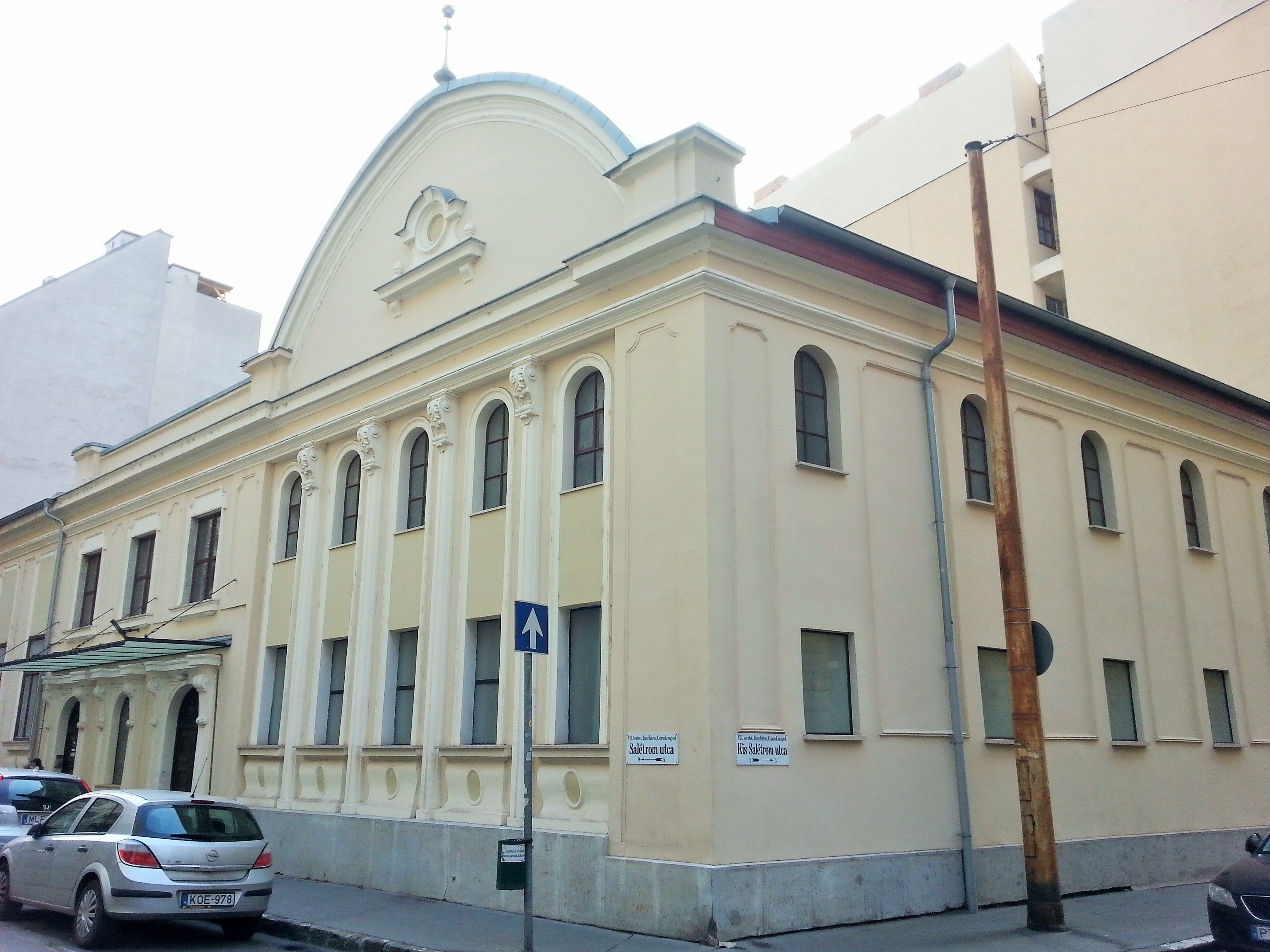
Salétrom utcai református templom

## Az almási Balogh-család
Források:
|                                 |                                 |                                 |                                 |                                   |                                   |                                   |                                   |                                   |                                   |                                  |                                  |                                                                |                                                                |                                                                |                                                                |                                                                |                                                                |                            |                            |                            |                            |  |  | Balogh Dávid (?–1810 k.)                     |                                              |                                              |                                              |                                               |                                               |                                               |                                               |                                                  |                                                  |                                                  |                                                  |                                                  |                                                  |                                     |                                     |                                     |                                     |  |  |                                           |                                           |                                           |                                           |                                           |                                           |  |  |  |  |  |  |  |  |  |  |  |  |  |  |  |  |  |  |  |  |  |  |  |  |  |  |  |  |  |  |
|                                 |                                 |                                 |                                 |                                   |                                   |                                   |                                   |                                   |                                   |                                  |                                  |                                                                |                                                                |                                                                |                                                                |                                                                |                                                                |                            |                            |                            |                            |  |  |                                              |                                              |                                              |                                              |                                               |                                               |                                               |                                               |                                                  |                                                  |                                                  |                                                  |                                                  |                                                  |                                     |                                     |                                     |                                     |  |  |                                           |                                           |                                           |                                           |                                           |                                           |  |  |  |  |  |  |  |  |  |  |  |  |  |  |  |  |  |  |  |  |  |  |  |  |  |  |  |  |  |  |
|                                 |                                 |                                 |                                 |                                   |                                   |                                   |                                   |                                   |                                   |                                  |                                  |                                                                |                                                                |                                                                |                                                                |                                                                |                                                                |                            |                            |                            |                            |  |  |                                              |                                              |                                              |                                              |                                               |                                               |                                               |                                               |                                                  |                                                  |                                                  |                                                  |                                                  |                                                  |                                     |                                     |                                     |                                     |  |  |                                           |                                           |                                           |                                           |                                           |                                           |  |  |  |  |  |  |  |  |  |  |  |  |  |  |  |  |  |  |  |  |  |  |  |  |  |  |  |  |  |  |
|                                 |                                 |                                 |                                 |                                   |                                   |                                   |                                   |                                   |                                   |                                  |                                  |                                                                |                                                                |                                                                |                                                                | Balogh Mózes (?–1809 után)                                     | Balogh Mózes (?–1809 után)                                     | Balogh Mózes (?–1809 után) | Balogh Mózes (?–1809 után) | Balogh Mózes (?–1809 után) | Balogh Mózes (?–1809 után) |  |  | Balogh Ábrahám (?) abaújszántói ref. lelkész | Balogh Ábrahám (?) abaújszántói ref. lelkész | Balogh Ábrahám (?) abaújszántói ref. lelkész | Balogh Ábrahám (?) abaújszántói ref. lelkész | Balogh Ábrahám (?) abaújszántói ref. lelkész  | Balogh Ábrahám (?) abaújszántói ref. lelkész  |                                               |                                               | Balogh Dániel (1780–?) nagyszöllősi ref. lelkész | Balogh Dániel (1780–?) nagyszöllősi ref. lelkész | Balogh Dániel (1780–?) nagyszöllősi ref. lelkész | Balogh Dániel (1780–?) nagyszöllősi ref. lelkész | Balogh Dániel (1780–?) nagyszöllősi ref. lelkész | Balogh Dániel (1780–?) nagyszöllősi ref. lelkész |                                     |                                     |                                     |                                     |  |  |                                           |                                           |                                           |                                           |                                           |                                           |  |  |  |  |  |  |  |  |  |  |  |  |  |  |  |  |  |  |  |  |  |  |  |  |  |  |  |  |  |  |
|                                 |                                 |                                 |                                 |                                   |                                   |                                   |                                   |                                   |                                   |                                  |                                  |                                                                |                                                                |                                                                |                                                                | Balogh Mózes (?–1809 után)                                     | Balogh Mózes (?–1809 után)                                     | Balogh Mózes (?–1809 után) | Balogh Mózes (?–1809 után) | Balogh Mózes (?–1809 után) | Balogh Mózes (?–1809 után) |  |  | Balogh Ábrahám (?) abaújszántói ref. lelkész | Balogh Ábrahám (?) abaújszántói ref. lelkész | Balogh Ábrahám (?) abaújszántói ref. lelkész | Balogh Ábrahám (?) abaújszántói ref. lelkész | Balogh Ábrahám (?) abaújszántói ref. lelkész  | Balogh Ábrahám (?) abaújszántói ref. lelkész  |                                               |                                               | Balogh Dániel (1780–?) nagyszöllősi ref. lelkész | Balogh Dániel (1780–?) nagyszöllősi ref. lelkész | Balogh Dániel (1780–?) nagyszöllősi ref. lelkész | Balogh Dániel (1780–?) nagyszöllősi ref. lelkész | Balogh Dániel (1780–?) nagyszöllősi ref. lelkész | Balogh Dániel (1780–?) nagyszöllősi ref. lelkész |                                     |                                     |                                     |                                     |  |  |                                           |                                           |                                           |                                           |                                           |                                           |  |  |  |  |  |  |  |  |  |  |  |  |  |  |  |  |  |  |  |  |  |  |  |  |  |  |  |  |  |  |
|                                 |                                 |                                 |                                 |                                   |                                   |                                   |                                   |                                   |                                   |                                  |                                  |                                                                |                                                                |                                                                |                                                                |                                                                |                                                                |                            |                            |                            |                            |  |  |                                              |                                              |                                              |                                              |                                               |                                               |                                               |                                               |                                                  |                                                  |                                                  |                                                  |                                                  |                                                  |                                     |                                     |                                     |                                     |  |  |                                           |                                           |                                           |                                           |                                           |                                           |  |  |  |  |  |  |  |  |  |  |  |  |  |  |  |  |  |  |  |  |  |  |  |  |  |  |  |  |  |  |
|                                 |                                 |                                 |                                 |                                   |                                   |                                   |                                   | Balogh Pál (1794–1867) orvos      | Balogh Pál (1794–1867) orvos      | Balogh Pál (1794–1867) orvos     | Balogh Pál (1794–1867) orvos     | Balogh Pál (1794–1867) orvos                                   | Balogh Pál (1794–1867) orvos                                   |                                                                |                                                                |                                                                |                                                                |                            |                            |                            |                            |  |  |                                              |                                              |                                              |                                              | Balogh Sámuel (1796–1867) serkei ref. lelkész | Balogh Sámuel (1796–1867) serkei ref. lelkész | Balogh Sámuel (1796–1867) serkei ref. lelkész | Balogh Sámuel (1796–1867) serkei ref. lelkész | Balogh Sámuel (1796–1867) serkei ref. lelkész    | Balogh Sámuel (1796–1867) serkei ref. lelkész    |                                                  |                                                  | Balogh József (1797–1884) költő                  | Balogh József (1797–1884) költő                  | Balogh József (1797–1884) költő     | Balogh József (1797–1884) költő     | Balogh József (1797–1884) költő     | Balogh József (1797–1884) költő     |  |  | Balog Ferenc (1801–?) Gömör megye ügyésze | Balog Ferenc (1801–?) Gömör megye ügyésze | Balog Ferenc (1801–?) Gömör megye ügyésze | Balog Ferenc (1801–?) Gömör megye ügyésze | Balog Ferenc (1801–?) Gömör megye ügyésze | Balog Ferenc (1801–?) Gömör megye ügyésze |  |  |  |  |  |  |  |  |  |  |  |  |  |  |  |  |  |  |  |  |  |  |  |  |  |  |  |  |  |  |
|                                 |                                 |                                 |                                 |                                   |                                   |                                   |                                   | Balogh Pál (1794–1867) orvos      | Balogh Pál (1794–1867) orvos      | Balogh Pál (1794–1867) orvos     | Balogh Pál (1794–1867) orvos     | Balogh Pál (1794–1867) orvos                                   | Balogh Pál (1794–1867) orvos                                   |                                                                |                                                                |                                                                |                                                                |                            |                            |                            |                            |  |  |                                              |                                              |                                              |                                              | Balogh Sámuel (1796–1867) serkei ref. lelkész | Balogh Sámuel (1796–1867) serkei ref. lelkész | Balogh Sámuel (1796–1867) serkei ref. lelkész | Balogh Sámuel (1796–1867) serkei ref. lelkész | Balogh Sámuel (1796–1867) serkei ref. lelkész    | Balogh Sámuel (1796–1867) serkei ref. lelkész    |                                                  |                                                  | Balogh József (1797–1884) költő                  | Balogh József (1797–1884) költő                  | Balogh József (1797–1884) költő     | Balogh József (1797–1884) költő     | Balogh József (1797–1884) költő     | Balogh József (1797–1884) költő     |  |  | Balog Ferenc (1801–?) Gömör megye ügyésze | Balog Ferenc (1801–?) Gömör megye ügyésze | Balog Ferenc (1801–?) Gömör megye ügyésze | Balog Ferenc (1801–?) Gömör megye ügyésze | Balog Ferenc (1801–?) Gömör megye ügyésze | Balog Ferenc (1801–?) Gömör megye ügyésze |  |  |  |  |  |  |  |  |  |  |  |  |  |  |  |  |  |  |  |  |  |  |  |  |  |  |  |  |  |  |
|                                 |                                 |                                 |                                 |                                   |                                   |                                   |                                   |                                   |                                   |                                  |                                  |                                                                |                                                                |                                                                |                                                                |                                                                |                                                                |                            |                            |                            |                            |  |  |                                              |                                              |                                              |                                              |                                               |                                               |                                               |                                               |                                                  |                                                  |                                                  |                                                  |                                                  |                                                  |                                     |                                     |                                     |                                     |  |  |                                           |                                           |                                           |                                           |                                           |                                           |  |  |  |  |  |  |  |  |  |  |  |  |  |  |  |  |  |  |  |  |  |  |  |  |  |  |  |  |  |  |
| Balogh Zoltán (1833–1878) költő | Balogh Zoltán (1833–1878) költő | Balogh Zoltán (1833–1878) költő | Balogh Zoltán (1833–1878) költő | Balogh Zoltán (1833–1878) költő   | Balogh Zoltán (1833–1878) költő   |                                   |                                   | Balogh Tihamér (1838–1907) orvos  | Balogh Tihamér (1838–1907) orvos  | Balogh Tihamér (1838–1907) orvos | Balogh Tihamér (1838–1907) orvos | Balogh Tihamér (1838–1907) orvos                               | Balogh Tihamér (1838–1907) orvos                               |                                                                |                                                                | Albin (1846–?)                                                 | Albin (1846–?)                                                 | Albin (1846–?)             | Albin (1846–?)             | Albin (1846–?)             | Albin (1846–?)             |  |  | Béla (1828–1892) putnoki ref. lelkész        | Béla (1828–1892) putnoki ref. lelkész        | Béla (1828–1892) putnoki ref. lelkész        | Béla (1828–1892) putnoki ref. lelkész        | Béla (1828–1892) putnoki ref. lelkész         | Béla (1828–1892) putnoki ref. lelkész         |                                               |                                               | Sámuel (1840–1899) adófőfelügyelő                | Sámuel (1840–1899) adófőfelügyelő                | Sámuel (1840–1899) adófőfelügyelő                | Sámuel (1840–1899) adófőfelügyelő                | Sámuel (1840–1899) adófőfelügyelő                | Sámuel (1840–1899) adófőfelügyelő                |                                     |                                     |                                     |                                     |  |  |                                           |                                           |                                           |                                           |                                           |                                           |  |  |  |  |  |  |  |  |  |  |  |  |  |  |  |  |  |  |  |  |  |  |  |  |  |  |  |  |  |  |
| Balogh Zoltán (1833–1878) költő | Balogh Zoltán (1833–1878) költő | Balogh Zoltán (1833–1878) költő | Balogh Zoltán (1833–1878) költő | Balogh Zoltán (1833–1878) költő   | Balogh Zoltán (1833–1878) költő   |                                   |                                   | Balogh Tihamér (1838–1907) orvos  | Balogh Tihamér (1838–1907) orvos  | Balogh Tihamér (1838–1907) orvos | Balogh Tihamér (1838–1907) orvos | Balogh Tihamér (1838–1907) orvos                               | Balogh Tihamér (1838–1907) orvos                               |                                                                |                                                                | Albin (1846–?)                                                 | Albin (1846–?)                                                 | Albin (1846–?)             | Albin (1846–?)             | Albin (1846–?)             | Albin (1846–?)             |  |  | Béla (1828–1892) putnoki ref. lelkész        | Béla (1828–1892) putnoki ref. lelkész        | Béla (1828–1892) putnoki ref. lelkész        | Béla (1828–1892) putnoki ref. lelkész        | Béla (1828–1892) putnoki ref. lelkész         | Béla (1828–1892) putnoki ref. lelkész         |                                               |                                               | Sámuel (1840–1899) adófőfelügyelő                | Sámuel (1840–1899) adófőfelügyelő                | Sámuel (1840–1899) adófőfelügyelő                | Sámuel (1840–1899) adófőfelügyelő                | Sámuel (1840–1899) adófőfelügyelő                | Sámuel (1840–1899) adófőfelügyelő                |                                     |                                     |                                     |                                     |  |  |                                           |                                           |                                           |                                           |                                           |                                           |  |  |  |  |  |  |  |  |  |  |  |  |  |  |  |  |  |  |  |  |  |  |  |  |  |  |  |  |  |  |
|                                 |                                 |                                 |                                 |                                   |                                   |                                   |                                   |                                   |                                   |                                  |                                  |                                                                |                                                                |                                                                |                                                                |                                                                |                                                                |                            |                            |                            |                            |  |  |                                              |                                              |                                              |                                              |                                               |                                               |                                               |                                               |                                                  |                                                  |                                                  |                                                  |                                                  |                                                  |                                     |                                     |                                     |                                     |  |  |                                           |                                           |                                           |                                           |                                           |                                           |  |  |  |  |  |  |  |  |  |  |  |  |  |  |  |  |  |  |  |  |  |  |  |  |  |  |  |  |  |  |
|                                 |                                 |                                 |                                 | Balogh Loránd (1869–1945) építész | Balogh Loránd (1869–1945) építész | Balogh Loránd (1869–1945) építész | Balogh Loránd (1869–1945) építész | Balogh Loránd (1869–1945) építész | Balogh Loránd (1869–1945) építész |                                  |                                  | Balogh Elemér (1871–1938) a Hangya Szövetkezet vezérigazgatója | Balogh Elemér (1871–1938) a Hangya Szövetkezet vezérigazgatója | Balogh Elemér (1871–1938) a Hangya Szövetkezet vezérigazgatója | Balogh Elemér (1871–1938) a Hangya Szövetkezet vezérigazgatója | Balogh Elemér (1871–1938) a Hangya Szövetkezet vezérigazgatója | Balogh Elemér (1871–1938) a Hangya Szövetkezet vezérigazgatója |                            |                            |                            |                            |  |  |                                              |                                              |                                              |                                              | József (1875–?) tüzérfőhadnagy                | József (1875–?) tüzérfőhadnagy                | József (1875–?) tüzérfőhadnagy                | József (1875–?) tüzérfőhadnagy                | József (1875–?) tüzérfőhadnagy                   | József (1875–?) tüzérfőhadnagy                   |                                                  |                                                  | Aladár (1880–?) méneskari főhadnagy              | Aladár (1880–?) méneskari főhadnagy              | Aladár (1880–?) méneskari főhadnagy | Aladár (1880–?) méneskari főhadnagy | Aladár (1880–?) méneskari főhadnagy | Aladár (1880–?) méneskari főhadnagy |  |  |                                           |                                           |                                           |                                           |                                           |                                           |  |  |  |  |  |  |  |  |  |  |  |  |  |  |  |  |  |  |  |  |  |  |  |  |  |  |  |  |  |  |
|                                 |                                 |                                 |                                 | Balogh Loránd (1869–1945) építész | Balogh Loránd (1869–1945) építész | Balogh Loránd (1869–1945) építész | Balogh Loránd (1869–1945) építész | Balogh Loránd (1869–1945) építész | Balogh Loránd (1869–1945) építész |                                  |                                  | Balogh Elemér (1871–1938) a Hangya Szövetkezet vezérigazgatója | Balogh Elemér (1871–1938) a Hangya Szövetkezet vezérigazgatója | Balogh Elemér (1871–1938) a Hangya Szövetkezet vezérigazgatója | Balogh Elemér (1871–1938) a Hangya Szövetkezet vezérigazgatója | Balogh Elemér (1871–1938) a Hangya Szövetkezet vezérigazgatója | Balogh Elemér (1871–1938) a Hangya Szövetkezet vezérigazgatója |                            |                            |                            |                            |  |  |                                              |                                              |                                              |                                              | József (1875–?) tüzérfőhadnagy                | József (1875–?) tüzérfőhadnagy                | József (1875–?) tüzérfőhadnagy                | József (1875–?) tüzérfőhadnagy                | József (1875–?) tüzérfőhadnagy                   | József (1875–?) tüzérfőhadnagy                   |                                                  |                                                  | Aladár (1880–?) méneskari főhadnagy              | Aladár (1880–?) méneskari főhadnagy              | Aladár (1880–?) méneskari főhadnagy | Aladár (1880–?) méneskari főhadnagy | Aladár (1880–?) méneskari főhadnagy | Aladár (1880–?) méneskari főhadnagy |  |  |                                           |                                           |                                           |                                           |                                           |                                           |  |  |  |  |  |  |  |  |  |  |  |  |  |  |  |  |  |  |  |  |  |  |  |  |  |  |  |  |  |  |

## Emlékezete
Az általa tervezett Óbudai Gázgyári Lakótelepen az Almási Balogh Loránd Idősek Klubja viseli a nevét (1031 Budapest, Sujtás utca 20.).